# Parque nacional Dos Islas
Dos Islas es un parque nacional en Queensland (Australia), ubicado a 1590 km al noroeste de Brisbane.
El parque, como su nombre indica, lo componen dos islas boscosas al sudeste del Cabo Flattery. Representan un importante área para la reproducción de aves marinas. Para asegurar la preservación del medio, las islas no disponen de instalaciones para visitantes y el tipo de actividad está limitado a la observación a distancia de aves y a la observación submarina.